# Les Échelles
Les Échelles este o comună în departamentul Savoie din sud-estul Franței. În 2009 avea o populație de 1.224 de locuitori.

## Evoluția populației
| An        | 1975  | 1982  | 1990  | 1999  | 2006  | 2009  |
| --------- | ----- | ----- | ----- | ----- | ----- | ----- |
| Populație | 1.197 | 1.145 | 1.246 | 1.248 | 1.234 | 1.224 |